# 吉洪·康斯坦丁诺夫
吉洪·安东诺维奇·康斯坦丁诺夫（羅馬化：Tikhon Antonovich Konstantinov；1898年8月25日—1957年1月20日），苏联党和国家领导人。曾任摩尔达维亚苏维埃社会主义共和国人民委员会主席；基希讷乌区长等职务。

## 生平
- 1898年8月25日出生于叶卡捷琳诺斯拉夫省斯拉维亚诺谢布斯基区霍罗舍村的一个农民家庭。1913年起工作，做过体力劳动者和文员。
- 1921年-1931年，家乡贫农委员会主席；霍罗舍村支部书记；斯拉维亚诺谢布斯基区政府党组书记；乌克兰苏维埃社会主义共和国国家银行讲师。1924年加入俄共（布）。
- 1931年-1932年，哈尔科夫共产主义大学学习。
- 1932年-1937年，乌克兰共产党（布）摩尔达维亚苏维埃社会主义自治共和国斯洛博齐亚区委宣传和群众工作部长，区政府文化和宣传部负责人。
- 1937年-1938年3月，乌共（布）摩尔达维亚苏维埃社会主义自治共和国科托夫斯克区委第二、第一书记。
- 1938年3月-7月，摩尔达维亚苏维埃社会主义自治共和国中央执行委员会代主席。
- 1938年7月-1940年6月，摩尔达维亚苏维埃社会主义自治共和国最高苏维埃主席团主席。
- 1940年5月-8月，摩尔达维亚苏维埃社会主义自治共和国人民委员会主席。
- 1940年7月-8月，基希讷乌区长。
- 1940年8月-1945年7月，摩尔达维亚苏维埃社会主义共和国人民委员会主席。苏德战争期间随政府撤离至苏俄，1944年光复后返回。
- 1945年7月起退休。
- 1957年1月20日于基希讷乌逝世，终年58岁。

康斯坦丁诺夫是联共（布）18大、第18次代表会议代表；第1届苏联最高苏维埃民族院代表、第1届乌克兰苏维埃社会主义共和国最高苏维埃代表、第1届摩尔达维亚苏维埃社会主义共和国最高苏维埃代表。

## 荣誉
- 列宁勋章（1939）
- 红旗勋章（1945）
- 一级卫国战争勋章（1945）